# Antigonos I Monofthalmos

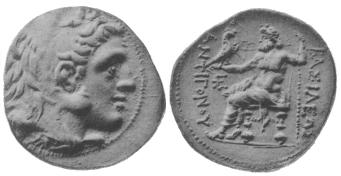
Mynt med Antigonos I Monofthalmos i profil

Antigonos I Monofthalmos (grekiska Αντίγονος ο Μονόφθαλμος, "Antigonos den enögde"), även kallad "Antigonos Cyklopen", född 382 f.Kr., död 301 f.Kr., var en makedonsk general och satrap under Alexander den store.

## Biografi
Antigonos var son till Filip av Elimeia, och var en av huvudpersonerna i Diadocherkrigen efter Alexanders död 323 f.Kr., då han lyckades inta större delen av det asiatiska väldet och hade planer på att tillägna sig riket i dess helhet, verksamt understödd av sin son  Demetrios I Poliorketes. Han grundlade Antigoniddynastin och utropade sig själv till kung 306 f.Kr., först av alla Alexanders fältherrar, diadocherna.
Antigonos motståndare, bland vilka Ptolemaios av Egypten var den förnämste, blev honom dock till slut övermäktiga och han stupade i slaget vid Ipsos 301 f.Kr.